# Cis lederi
Cis lederi es una especie de coleóptero de la familia Ciidae.

## Distribución geográfica
Habita en el Cáucaso.